# Шмаровка (Тамбовская область)
Шмаровка — село в Мордовском районе Тамбовской области России. Административный центр Шмаровского сельсовета.

## География
Село находится на берегу реки Битюг, на расстоянии 12 км к юго-западу от рабочего посёлка Мордово, административного центра района, и 95 км к юго-западу от города Тамбов, административного центра области.

### Часовой пояс
Село Шмаровка, как и вся Тамбовская область, находится в часовой зоне МСК (московское время). Смещение применяемого времени относительно UTC составляет +3:00.

## Население
| 2002 | 2010 |
| ---- | ---- |
| 452  | ↘309 |

### Национальный состав
Согласно результатам переписи 2002 года, в национальной структуре населения русские составляли 95 % из 452 чел.